# Pornô!
Pornô! és una pel·lícula eròtica i dramàtica brasilera, del subgènere pornochanchada del 1981 produïda per Dacar Produções Cinematográficas, dirigida per David Cardoso, John Doo i Luiz Castellini.

## Sinopsi
Són tres històries eròtiques: el primer episodi explica la història de dues noies lesbianes de l’institut; Bia (Maristela Moreno) i Maria (Patrícia Scalvi). La primera intenta convèncer la segona perquè surti de l’armari sempre que pugui. El segon episodi tracta sobre Romano (David Cardoso) i Ilona (Matilde Mastrangi). Es coneixen en una festa avorrida i ell la porta al seu lloc i, sense saber-ne res, comencen un joc eròtic. El tercer episodi tracta d'un home Marcos (Arthur Roveder) atrapat en una mansió per una senyora cega Diana (Zelia Diniz) que té el poder de veure'l a través dels miralls.

## Repartiment
- David Cardoso	...	Romano
- Patrícia Scalvi	...	Maria Helena
- Matilde Mastrangi	 ...	Ilona
- Zélia Diniz	...	Diana
- Arthur Roveder	...	Marcos
- Maristela Moreno	...	Bia
- Liana Duval	...	Ruda